# Johann Kaspar Zeuß
Johann Kaspar Zeuß (Vogtendorf, 22. lipnja 1806. – Vogtendorf, 10. studenog 1856.) bio je njemački povjesničar i utemeljitelj keltske filologije. Pripisuje mu se da je pokazao da keltski jezici pripadaju indoeuropskoj skupini.Utemeljitelj je modernog keltskog jezikoslovlja. Njegovo najvažnije djelo je Gramatica celtica. 

## Djela
- "Gramatica celtica",
- "Nijemci i susjedna plemena",
- "Podrijetlo Bavaraca od Marokomana".